# (486170) Zolnowska
(486170) Zolnowska est un astéroïde de la ceinture principale.

## Description
(486170) Zolnowska est un astéroïde de la ceinture principale. Il fut découvert le 10 décembre 2012 à Tincana par Michał Żołnowski et Michał Kusiak. Il présente une orbite caractérisée par un demi-grand axe de 2,54 UA, une excentricité de 0,24 et une inclinaison de 6,7° par rapport à l'écliptique.